# Werner Seelenbinder

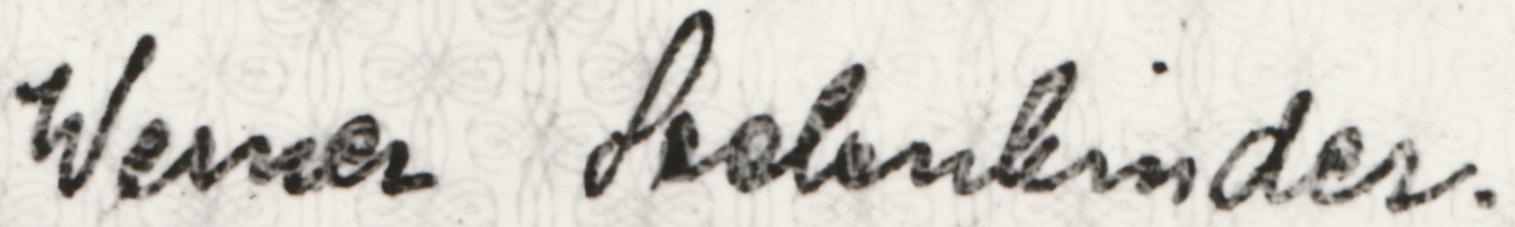
Unterschrift

Werner Bruno Erich Seelenbinder (* 2. August 1904 in Stettin; † 24. Oktober 1944 in Brandenburg an der Havel) war ein deutscher Ringer und kommunistischer Widerstandskämpfer gegen den Nationalsozialismus. Nach Verurteilung durch den Volksgerichtshof wurde er 1944 hingerichtet. 2008 wurde Werner Seelenbinder in die Hall of Fame des deutschen Sports aufgenommen.

## Leben
Werner Seelenbinders Familie zog 1909 nach Berlin und bezog eine Wohnung in Friedrichshain. Dort betrieben die Eltern einen Kolonialwarenladen. Werner Seelenbinder übte nach dem Besuch der Volksschule Gelegenheitstätigkeiten aus und war auch längere Zeit arbeitslos.
Er trat dem Arbeitersportclub Sparta Lichtenberg bei und trainierte als Gewichtheber und Ringer. Nebenbei studierte Seelenbinder die Schriften von Karl Marx und Lenin und näherte sich dem kommunistischen Gedankengut an. Im Jahr 1928 gewann Seelenbinder bei der Spartakiade in Moskau als einziger deutscher Arbeitersportler seinen Wettbewerb. Nach der Rückkehr trat er in die Kommunistische Partei Deutschlands (KPD) ein und arbeitete hier an der Herstellung von Informationsmaterialien, auch von Flugblättern.
Nach der Machtübernahme der Nationalsozialisten und der Zerschlagung der Arbeitersportvereine 1933 (siehe Gleichschaltung) trat er der Sportvereinigung Ost Berlin bei. Er engagierte sich heimlich in der Roten Hilfe und wurde 1933 von der geheimen KPD-Organisation beauftragt, sich sportlich für internationale Wettkämpfe zu qualifizieren und die dadurch möglichen Auslandskontakte für die kommunistische Untergrundarbeit zu nutzen.
Im August 1933 gewann er den ersten von insgesamt sechs Titeln als Deutscher Meister im Ringen in der Halbschwergewichtsklasse. Er verweigerte bei der Siegerehrung den Hitlergruß. Eine Woche später wurde er dafür von der Gestapo verhaftet und eine Zeitlang im Columbiahaus eingesperrt. Anschließend bekam er ein Jahr Wettbewerbssperre und wurde kurz darauf erstmals auch verhört.
1935 erhielt er eine Anstellung als Transportarbeiter in den AEG-Apparatefabriken Treptow (in der DDR VEB EAW Treptow). Als Seelenbinder 1936 sich für die Olympischen Sommerspiele in Berlin qualifizierte, plante er in Absprache mit der KPD bei der Siegerehrung mit einem Appell gegen die NS-Diktatur zu protestieren. Nach zwei Niederlagen belegte Seelenbinder jedoch nur Platz 4 im olympischen Wettkampf und konnte die beabsichtigte politische Aktion nicht ausführen. Im gleichen Jahr bekam er Kontakt zum soeben aus dem Zuchthaus entlassenen Robert Uhrig und damit zur Berliner Untergrundleitung der KPD. 1937 und 1938 wurde er bei den Ringer-Europameisterschaften jeweils Dritter in seiner Gewichtsklasse und nutzte seine Sportreisen zum Austausch von Informations- und Propagandamaterial, obwohl er ständig unter Beobachtung der Gestapo stand.
1939 wurde Seelenbinder nach dem Eisenwerk Wanheim, einem Rüstungsbetrieb in der Attilastr. 61–67 in Berlin-Tempelhof, zwangsverpflichtet. Dort gelang es ihm, eine Widerstandszelle zu organisieren, in der an der Seite deutscher Kommunisten auch polnische Zwangsarbeiter mitwirkten. In jener Zeit intensivierte Seelenbinder seine Kontakte zu den Mitgliedern der kommunistischen Widerstandsgruppe um Robert Uhrig und Alfred Kowalke, für den Seelenbinder Unterkunft und Kontakte besorgte. Als die Gruppe um Robert Uhrig zerschlagen wurde, nahm die Gestapo auch Seelenbinder am 4. Februar 1942 in seiner damaligen Wohnung Palisadenstraße 56 in Friedrichshain fest.
Nach über zwei Jahren Haft in verschiedenen Konzentrationslagern und Zuchthäusern (unter anderem im Arbeitserziehungslager Wuhlheide und in Landsberg an der Warthe) wurde er durch den Volksgerichtshof in Potsdam zum Tode verurteilt. Am 24. Oktober 1944 wurde Seelenbinder, nachdem mehrere von ihm gestellte Gnadengesuche abschlägig beschieden worden waren, im Zuchthaus Brandenburg-Görden enthauptet.
Unter diesem Datum ist folgender Abschiedsbrief Seelenbinders überliefert:

„Die Stunde des Abschieds ist nun für mich gekommen. Ich habe in der Zeit meiner Haft wohl alles durchgemacht, was ein Mensch so durchmachen kann. Krankheit und körperliche und seelische Qualen, nichts ist mir erspart geblieben. Ich hätte gerne gemeinsam mit Euch, mit meinen Freunden und Sportkameraden, die Köstlichkeiten und Annehmlichkeiten des Lebens, die ich jetzt doppelt zu schätzen weiß, nach dem Krieg mit Euch erlebt. Es waren schöne Stunden, die ich mit Euch verlebt habe, und ich habe in meiner Haftzeit davon gezehrt und mir diese herrliche Zeit zurück gewünscht. Das Schicksal hat es nun leider nach langer Leidenszeit anders bestimmt. Ich weiß aber, daß ich in den Herzen von Euch und auch bei vielen Sportanhängern einen Platz gefunden habe, den ich immer darin behaupten werde. Dieses Bewusstsein macht mich stolz und stark und wird mich in letzter Stunde nicht schwach sehen.“

Nach der Hinrichtung wurde sein Leichnam im Krematorium Brandenburg eingeäschert.

## Sportlicher Werdegang
Werner Seelenbinder begann 1917 beim Athletikklub „Eiche 1900“ in Berlin-Friedrichshain mit dem Ringen und Gewichtheben. Etwa 1920 startete er beim Sportclub „Berolina 03“ Neukölln und konzentrierte sich auf das Ringen. Diese Vereine gehörten dem Deutschen Arbeiter-Athleten-Bund an. Zwischen 1918 und 1932 wurde er vielfacher Berliner Meister der Arbeiterringer vom Federgewicht bis zum Halbschwergewicht.
Im Einzelnen sind folgende Erfolge und Wettkämpfe bekannt:
- 1925, 1. Platz bei der Arbeiterolympiade in Frankfurt am Main im Ringen, griechisch-römischer Stil (GR), Halbschwergewicht (Hs)
- 1926, Sieger in einem Ländervergleichskampf der deutschen Arbeiterringer gegen die Sowjetunion in Berlin im GR, (Hs)
- 1926, 1. Platz beim internationalen Ringerturnier anlässlich des Arbeiter-Turn- und Sportfestes in Berlin, GR, Mittelgewicht (Mi)
- 1927, Teilnahme an einer Wettkampfreise einer Mannschaft des Arbeiter-Athleten-Bundes in die Sowjetunion. Einzelne Ergebnisse sind nicht bekannt
- 1927, 3. Platz, Turnier des finnischen Arbeiter-Sportverbandes TUL in Helsinki, GR, Hs, hinter Juha Juhola u. Timo Aalto, beide Finnland und vor Viljo Lindquist, Paavo Oksa und H. Rönkas, alle Finnland
- 1928, 1. Platz bei der internationalen Arbeiter-Spartakiade in Moskau, GR, Hs (kam einer Weltmeisterschaft der Arbeiterringer gleich)
- 1930, 1. Platz beim internationalen Turnier der Arbeiterringer in Moskau, GR, (Hs)
- 1931, 2. Platz, Weltmeisterschaft der Arbeiterringer in Oslo, GR, (Hs)

1933 erfolgte die Zwangseingliederung der Ringer des Arbeiter-Athleten-Bundes in den Deutschen-Amateur-Schwerathletik-Verband DASV von 1891. Werner Seelenbinder setzte seine Ringerkarriere bei der Sportvereinigung Berlin-Ost, die diesem Verband angehörte, fort und erzielte dabei folgende herausragende Ergebnisse:
- 1936, 4. Platz, Olympische Spiele in Berlin, GR, Hs, mit Siegen über Georg Argast, Schweiz und Franz Foidl, Österreich und Niederlagen gegen Edvīns Bietags, Lettland und Axel Cadier, Schweden
- 1937, 3. Platz, Europameisterschaft in Paris, GR, Hs, mit Siegen über Umberto Silvestri, Italien, Henri Vermersch, Frankreich und Olaf Knutsen, Norwegen und Niederlagen gegen Nils Åkerlindh, Schweden und August Neo, Estland
- 1938, 3. Platz, Europameisterschaft in Tallinn, GR, Hs, mit Siegen über Tomasz Gwóźdź, Polen und Elmar Härmä, Finnland und Niederlagen gegen Umberto Silvestri und Nikolai Karklin, Estland

Bei den deutschen Meisterschaften im DASV erzielte er folgende Ergebnisse:
- 1933, 1. Platz, GR, Hs, vor Karl Engelhardt, Freising und Heinrich Heitmann, Dortmund-Hörde
- 1935, 1. Platz, GR, Hs, vor Karl Engelhardt und Paul Böhmer, Bad Reichenhall
- 1936, 1. Platz, GR, Hs, vor Erich Siebert, Mainz und Karl Ehret, Ludwigshafen am Rhein
- 1937, 1. Platz, GR, Hs, vor Paul Böhmer und Josef Litters, Mannheim-Sandhofen
- 1938, 1. Platz, GR, Hs, vor Karl Ehret und Karl Engelhardt
- 1941, 1. Platz, GR, Hs, vor Gerhard Strumpf und Hans Brönnigmann, beide Berlin

Von 1937 bis 1941 vertrat er Deutschland in sieben Länderkämpfen, wobei er zwei Siege erzielte.

## Ehrungen
- Die Medaillen der von 1954 bis 1989 in der DDR verliehenen Ehrentitel „Meister des Sports“ und „Verdienter Meister des Sports“ tragen auf ihrer Vorderseite das Porträt Werner Seelenbinders.
- Am 6. Mai 2008 wurde Werner Seelenbinder in die „Hall of Fame des deutschen Sports“ aufgenommen.
- Der Berliner Ringerverein SV Berlin-Buch veranstaltet regelmäßig ein Turnier zu Ehren von Werner Seelenbinder. Zudem werden Gedenkturniere im Judo, Handball und Badminton abgehalten.
- Auf der Radrennbahn in Berlin-Neukölln im Werner-Seelenbinder-Sportpark wurde 1949 ein Steherrennen „Seelenbinder-Memorial“ begründet.[14]

### Gedenktafeln und Gedenksteine
- Am einstigen Wohnhaus der Familie im Bezirk Friedrichshain, Glatzer Straße 6, wurde um 1956 eine Gedenktafel[15] angebracht, die folgenden Text enthält:[5] „In diesem Hause wohnte der antifaschistische Widerstandskämpfer Werner Seelenbinder, geb. am 2.8.1904. Von den Faschisten ermordet am 24.10.1944 in Brandenburg. Ehre seinem Andenken.“
- Am ehemaligen Wohnhaus Seelenbinders in der Palisadenstraße 56, wo er von 1936 bis zu seiner Verhaftung im Jahr 1942 wohnte, wurde Seelenbinder 1957 durch eine vom Bildhauer Hans Kies gestaltete Gedenktafel geehrt.[16] Das Wohnhaus wurde um 1982 im Zuge einer Sanierung des Palisadendreiecks durch einen Neubau ersetzt.
- Eine weitere Gedenktafel gab es mindestens ab 1957 am Gebäude des EAW Treptow in der Hoffmannstraße.[17]
- Eine im Jahr 2003 gestohlene Gedenktafel am Amtsgericht Köpenick, Mandrellaplatz, Ecke Seelenbinderstraße in Berlin-Köpenick wurde 2018 als Nachguss der aus den 1970er Jahren stammenden Tafel mit der Inschrift „Dem mutigen Kämpfer gegen Faschismus, Imperialismus und Krieg“ wieder angebracht.[18]
- An der ehemaligen Neuköllner Trainingsstätte Werner Seelenbinders, der Konrad-Agahd-Grundschule, Thomasstraße 39–40, damals Nr. 20–21, weist seit 1992 eine Berliner Gedenktafel auf ihn hin. In der Turnhalle der Schule hatten die Boxer und Ringer des SC „Berolina 03“ von 1925 bis 1930 trainiert und Wettkämpfe veranstaltet.[19]
- In der Fritz-Riedel-Straße 53 in Berlin-Prenzlauer Berg befand sich eine Bronzebüste für den Kommunisten und Arbeitersportler.[5]
- Im Ehrenmal für die im Zuchthaus Brandenburg-Görden hingerichteten antifaschistischen Widerstandskämpfer in Brandenburg an der Havel ist Werner Seelenbinder als einer von vier Hingerichteten herausragend erwähnt.
- In Lassahn, einem Ortsteil der Stadt Zarrentin am Schaalsee im Landkreis Ludwigslust-Parchim in Mecklenburg-Vorpommern ist ein Gedenkstein mit seinem Geburts- und Todesdatum errichtet.[20]

### Bauwerke und Straßen
- Am 29. Juli 1945 wurde im Rahmen einer Sportveranstaltung Werner Seelenbinders Urne in einem Ehrengrab auf dem Gelände des Sportparks Neukölln in der Oderstraße beigesetzt. Das bis dahin namenlose Stadion der Anlage erhielt an diesem Tag den Namen „Werner-Seelenbinder-Kampfbahn“. Im Zuge des Kalten Krieges wurde ab 1948/49 die Bezeichnung Stadion Neukölln von den West-Berliner Ämtern verwendet.[21] Als nicht auf einem Friedhof gelegener Einzelbegräbnisplatz nimmt Seelenbinders Ruhestätte unter den ca. 220 Begräbnisplätzen in Berlin mit insgesamt 150.000 Opfern von Krieg und Gewaltherrschaft dabei bis heute eine Ausnahmestellung ein.[22]
- In Berlin-Köpenick wurde die Kirdorfstraße (bis 1939 Kaiser-Wilhelm-Straße) am 31. Juli 1947 in Seelenbinderstraße umbenannt.[23]
- Die 1950 eingeweihte Werner-Seelenbinder-Halle im Osten Berlins erhielt seinen Namen. Dort fanden bis zur deutschen Vereinigung zahlreiche große Sportveranstaltungen, Rockkonzerte und auch SED-Parteikongresse statt. 1952 wurde im Vorraum der Halle eine Seelenbinder-Büste des Bildhauers Otto Maerker aufgestellt.[24] Nach dem Abriss der Halle entstand dort das Velodrom.
- Ein 43 Meter hoher Glockenturm, der 1956 zwischen der heutigen Red Bull Arena und der Festwiese in Leipzig erbaut wurde, ist nach Werner Seelenbinder benannt.
- Im Münchner Olympiapark von 1972 führt der  ⊙ Werner-Seelenbinder-Weg zum ehemaligen S-Bahnhof Olympiastadion.
- In der DDR wurden im Lauf der Jahre zahlreiche Schulen (beispielsweise auch die Kinder- und Jugendsportschule in Berlin-Hohenschönhausen; Sportforum, heute Teil des Schul- und Leistungssportzentrums Berlin) sowie Straßen, Jugendklubs und Sportstätten auf seinen Namen getauft.
- Fußballstadien in Luckenwalde, Brandenburg an der Havel, Hermsdorf und die Sportanlagen in Jena-Lobeda-West tragen auch nach der Wiedervereinigung seinen Namen. Am Hermsdorfer Spielfeldrand steht zudem weiterhin seine Büste. Die Seelenbinder-Büste im Eingangsbereich des Stadions der Freundschaft in Frankfurt (Oder) wurde Anfang Februar 2016 gestohlen.
- Von 1991 bis 2007 war das Werner-Seelenbinder-Gymnasium Fürstenwalde bis zu dessen Eingliederung in das Geschwister-Scholl-Gymnasium Fürstenwalde nach ihm benannt.
- Am 24. Oktober 2004, dem 60. Jahrestag seiner Ermordung, wurde die Sportanlage an der Neuköllner Oderstraße, das Stadion Neukölln, in Werner-Seelenbinder-Sportpark umbenannt.
- In Brandenburg an der Havel trägt die Hauptmagistrale des Stadtteils Nord als Werner-Seelenbinder-Straße den Namen des Ringers. Sie verläuft in ihrem östlichen Abschnitt unweit des Werner-Seelenbinder-Sportplatzes.
- In Anklam ist das Werner-Seelenbinder-Stadion die Spielstätte des VFC Anklam.
- In Salzwedel ist das Werner-Seelenbinder-Stadion die Spielstätte des ESV Lokomotive Salzwedel e. V.[25]
- In Schwedt an der Oder und in Radevormwald sind Straßen nach ihm benannt.
- In Tangerhütte (LK Stendal) gibt es den Werner -Seelenbinder-Ring,

### Galerie

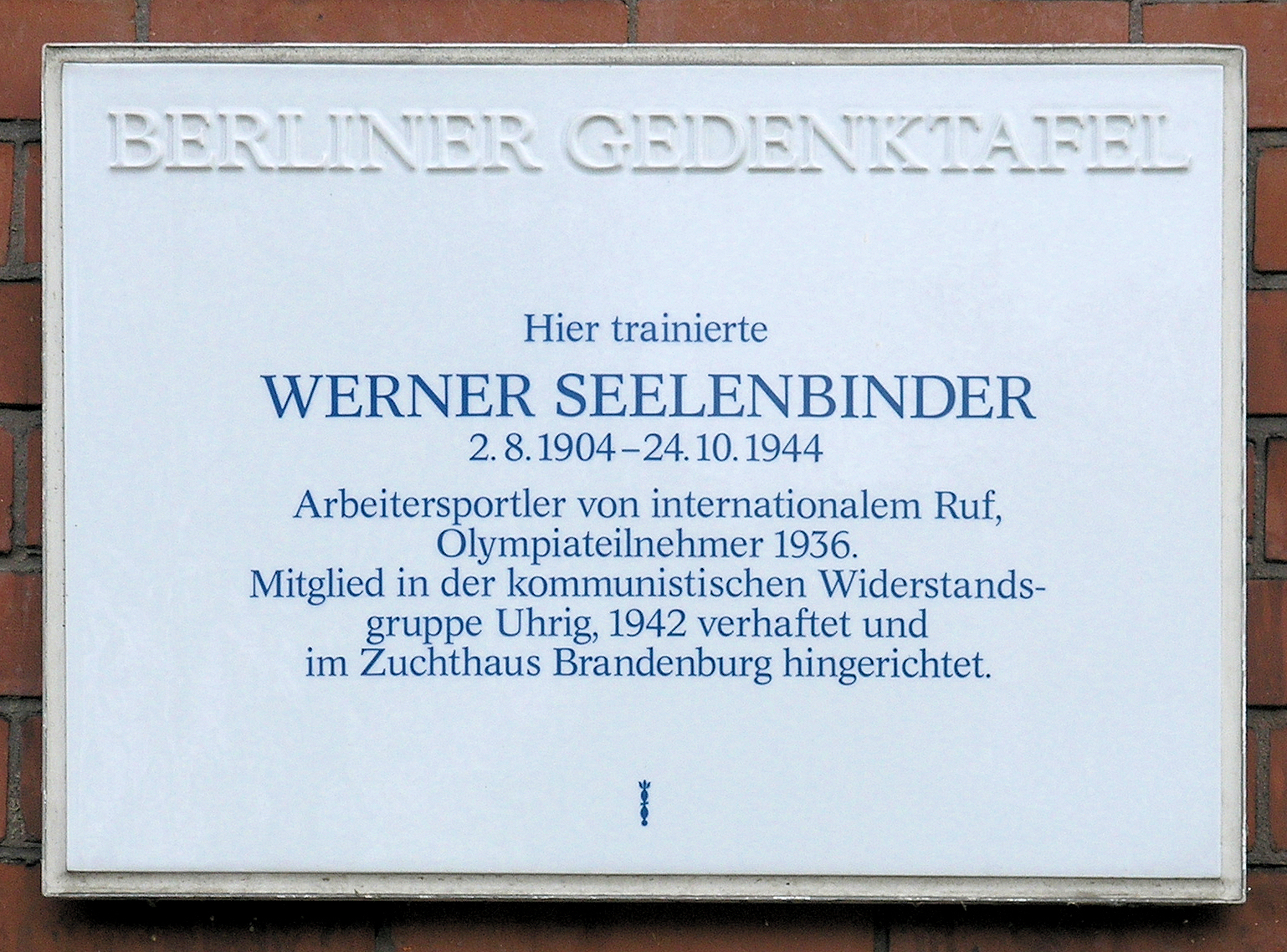
Berliner Gedenktafel am Schulgebäude Thomasstraße 39 in Berlin-Neukölln
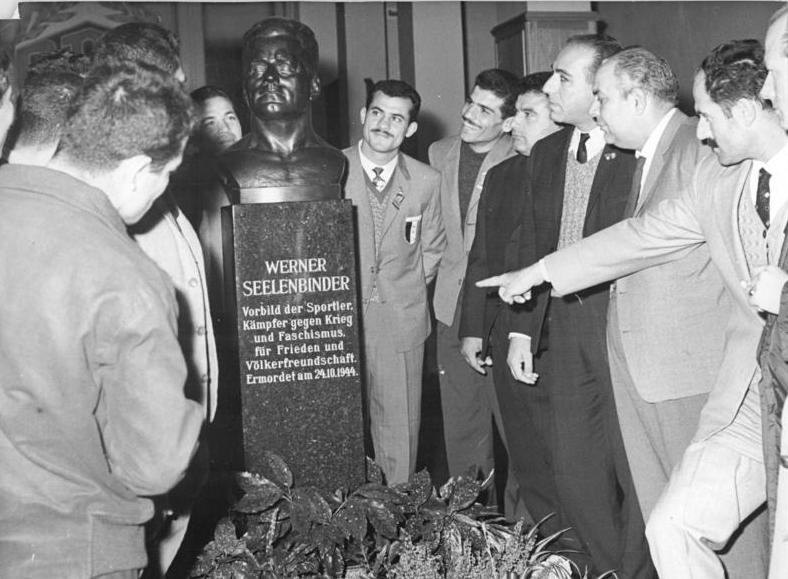
Seelenbinder-Gedenkstele in der Werner-Seelenbinder-Halle wird 1963 von Boxern aus Syrien besucht.
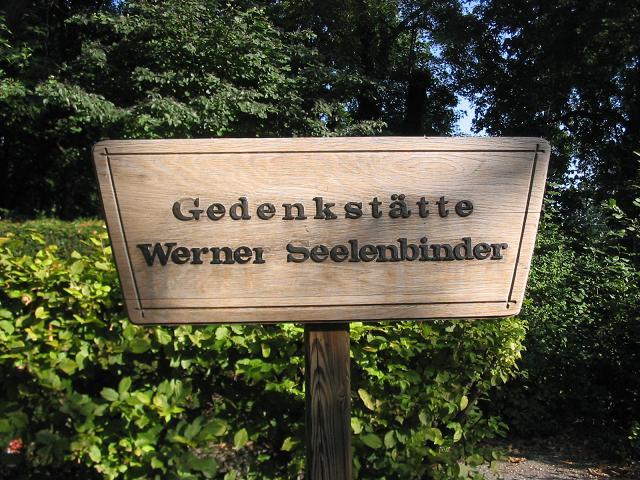
Gedenkstätte im Sportpark Berlin-Neukölln an der Oderstraße
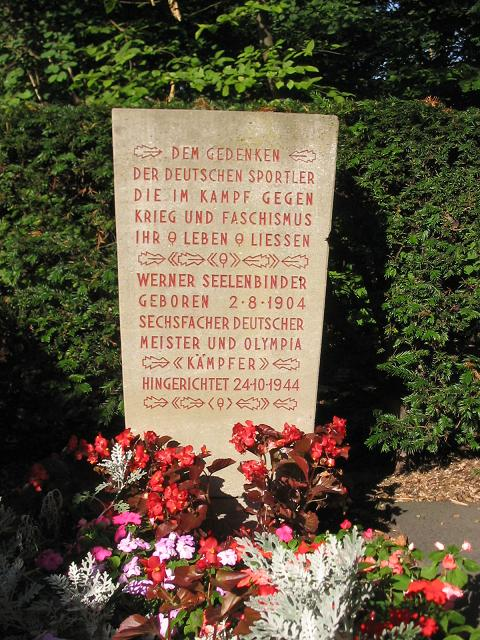
Grab im Werner-Seelenbinder-Sportpark
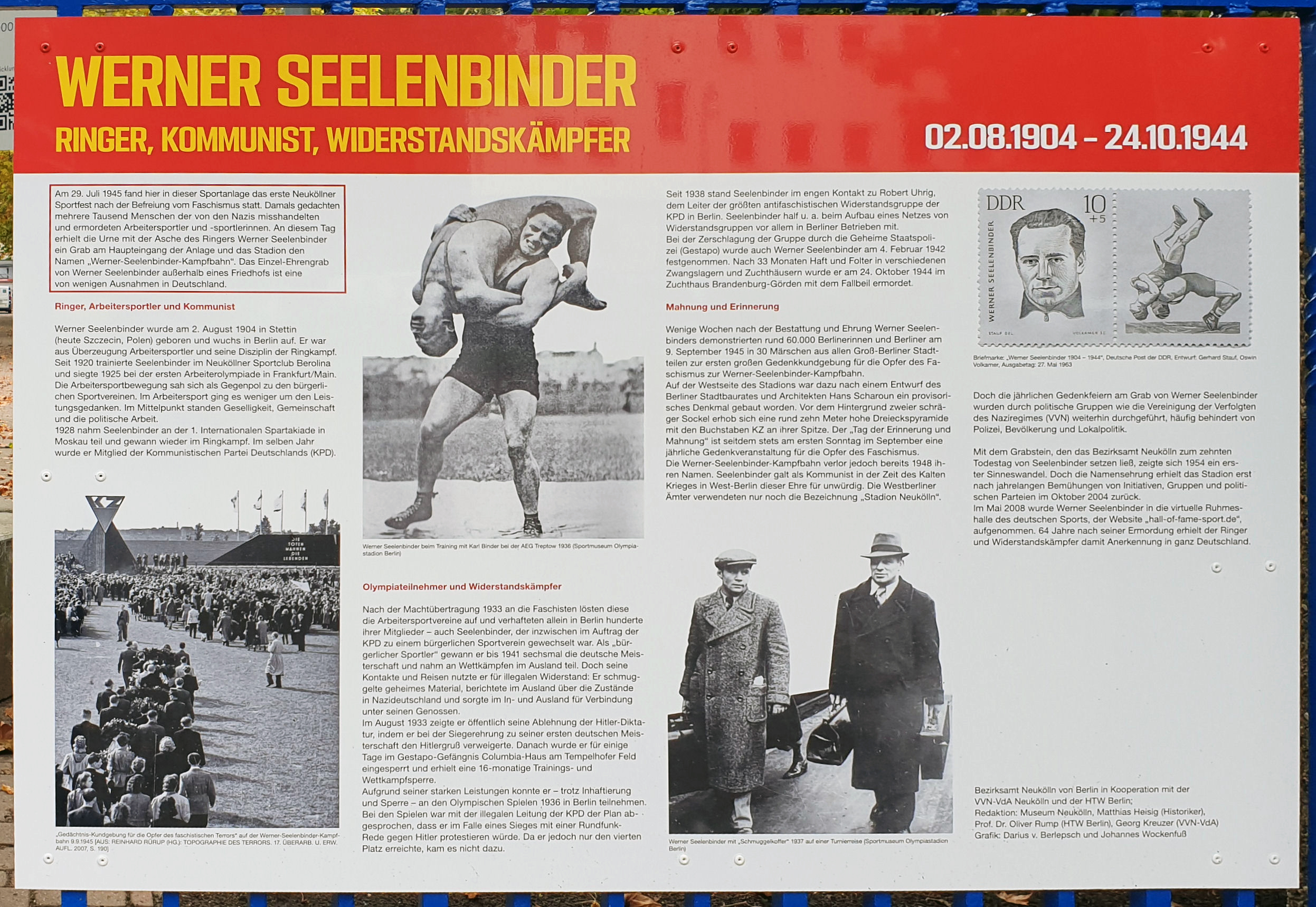
Gedenktafel am Haus, Oderstraße 182, in Berlin-Neukölln

## Weitere Darstellung Seelenbinders in der bildenden Kunst der DDR
- Michael Klein: Werner Seelenbinder (Büste, Bronze, 1975/76)[26]

## Fotografische Darstellung Seelenbinders
- Unbekannter Fotograf: Werner Seelenbinder[27]

## Filme
- Einer von uns, Regie: Helmut Spieß, Produktion: Defa Studio für Spielfilme, 1960.